# Tatsuya Endō
Pour les articles homonymes, voir Endo.
 (mai 2022).
Le contenu est difficilement compréhensible vu les erreurs de traduction, qui sont peut-être dues à l'utilisation d'un logiciel de traduction automatique.
Œuvres principales
Spy x Family
Tatsuya Endō (遠藤 達哉, Endō Tatsuya, né le 23 juillet 1980) est un mangaka japonais. Il est principalement connu pour son manga SPY×FAMILY , qui est publié dans le Shōnen Jump+ depuis 2019 et compte plus de dix millions d'exemplaires physiques et numériques en circulation.

## Biographie

### Jeunesse
Depuis son enfance, Endō aspirait à devenir un mangaka. Sa famille se composait d'un parent et d'un frère. Ses acteurs et actrices préférés sont Bruce Lee, Hiroshi Abe, Meg Ryan et Audrey Tautou. Ses mangakas préférés sont Akira Toriyama, Hiroyuki Nishimori et Minetarō Mochizuki. Ses passe-temps incluent le ski, le basket-ball et les sports de raquette.

### Carrière
Endō a travaillé comme assistant pour les séries manga Blue Exorcist et Fire Punch. Il a été encadré par les mangakas Yasuhiro Kanō et Yoshiyuki Nishi. Comme de nombreux artistes de manga, Endō a commencé sa carrière en créant des one-shots. Certaines de ces histoires uniques auraient des influences sur son manga ultérieur. Après avoir terminé TISTA et Gekka Bijin pour le Jump Square et terminé trois one-shots avec l'éditeur Shihei Lin qu'Endō connaissait et avec qui il travaillait depuis plus de 10 ans, ils ont tous les deux commencé à planifier une série qui figurerait dans Shōnen Jump+. Ce manga combinerait ce que Lin pensait être les points forts des œuvres précédentes d'Endō ; Rengoku no Ashe, Ishi ni Usubeni, Tetsu ni Hoshi et ISpy, créant SPY×FAMILY. Lin a affirmé que l'accueil de SPY×FAMILY par leur service éditorial était si bon que sa sérialisation avait été "pratiquement décidée" avant qu'une réunion officielle n'ait lieu. SPY×FAMILY continuerait à faire partie des dix mangas les plus populaires sur leur site Web à partir de 2019.

## Style
Au début de sa carrière, Endō publie des histoires matures. Cela est particulièrement vrai pour ses premiers titres TISTA et Rengoku no Ashe, qui traitent respectivement d'un tueur en série et d'une chasse aux sorcières. Après avoir travaillé sur tant de mangas aux tons sombres, son éditeur, Shihei Lin, a encouragé Endō à proposer un "manga plus lumineux et joyeux". Le one-shot ISpy pourrait être considéré comme une pièce de transition entre les récits sombres et lumineux d'Endō, car il incorpore les thèmes matures de ses premiers travaux tout en étant un « titre joyeux » comme Lin l'avait suggéré. Son travail dans SPYxFAMILY est le premier qui dévie complètement vers ce qui est plutôt considéré comme un manga joyeux[réf. nécessaire].
Son éditeur affirme qu'Endō aime réfléchir à chaque détail d'une intrigue. Lorsqu'on lui propose une idée sur son histoire, Endō soulignera rapidement ses éventuelles contradictions. Ceci, ajouté à son besoin de créer des personnages profonds et bien pensés, l'a poussé à raconter des histoires qui montrent un changement positif ou négatif dans l'état psychologique de ses personnages. Endō cherche toujours à améliorer la qualité de son travail, il lit donc beaucoup de mangas, de romans et de livres.

## Œuvres

### Mangas
| Nom                                                | Format   | Années      | Prépublication/Éditeur | Remarques                                              |
| -------------------------------------------------- | -------- | ----------- | ---------------------- | ------------------------------------------------------ |
| Seibu Yuugi (西部遊戯)                             | One shot | 2000        | Shōnen Jump NEXT!      |                                                        |
| Gekka Bijin (月華美刃)                             | One shot | 2000        | Weekly Shōnen Jump     | Numéro 51, histoire de test pour la version sérialisée |
| WITCH CRAZEE                                       | One shot | 2001        | Weekly Shōnen Jump     | Numéro 21–22                                           |
| PMG-0                                              | One shot | 2004        | Weekly Shōnen Jump     | Numéro 24                                              |
| TISTA (ティスタ)                                   | Série    | 2007–2008   | Jump Square            |                                                        |
| Shihou Yuugi (四方遊戯 遠藤達哉短編集)             | Série    | 2008        | Shūeisha               | Compilation d'histoires courtes                        |
| Gekka Bijin (月華美刃)                             | Série    | 2010-2012   | Jump SQ                |                                                        |
| Rengoku no Ashe (煉獄のアーシェ)                   | One shot | 2014        | Jump SQ                |                                                        |
| Ishi ni Usubeni, Tetsu ni Hoshi (石に薄紅、鉄に星) | One shot | 2017        | Jump SQ                |                                                        |
| ISpy                                               | One shot | 2018        | Jump SQ                |                                                        |
| Spy × Family                                       | Série    | Depuis 2019 | Shōnen Jump+           | Distribué à l'étranger via Manga Plus                  |

### En tant qu'illustrateur
| Nom                                                     | Format   | An   | Auteur                       | Prépublication/Éditeur |
| ------------------------------------------------------- | -------- | ---- | ---------------------------- | ---------------------- |
| Rooftop Detective-Octane (屋上探偵（オクタン))          | One shot | 2006 | Tomohito Ohsaki (大崎 知仁)  | Weekly Shōnen Jump     |
| Yamamoto-kun's Distress (山本くんの怪難 北陸魔境勤労記) | Livre    | 2011 | Hinako Suzumeno (雀野日名子) | Media Factory          |
| Kuroniko the Exile (流浪刑のクロニコ)                   | Livre    | 2013 | Takahiro Kanno (菅野 隆宏)   | Shueisha               |

## Prix et récompenses
- Spy x Family
  - 2019 : 1er dans la catégorie web manga des Next Manga Awards[6]
  - 2020 : Lauréat des 4e TSUTAYA's Comic Awards[7]